# Agustín Gómez Pagola
Agustín Gómez Pagola (18 de noviembre de 1922 en Rentería, España - 16 de noviembre de 1975, Moscú) fue un jugador de fútbol español nacionalizado soviético. Formó parte de la selección de la Unión Soviética durante los Juegos Olímpicos de Helsinki de 1952. Como capitán del Torpedo de Moscú ganó la copa de 1952.
Más allá de sus resultados deportivos, la figura de Agustín Gómez, adquiere gran interés por el trasfondo político. Huyó a la Unión Soviética para escapar de la Guerra civil española y ha sido el único español en jugar con la Selección soviética.

## Biografía
Agustín Gómez fue uno de los «Niños de Rusia» que, durante la Guerra Civil Española, fue enviado a la Unión Soviética.
Su destino sería la ciudad ucraniana de Odesa. Pronto destaca por sus condiciones futbolísticas y tras pasar por la ciudad de Óbninsk (donde sobresale durante un partido de fútbol), es llevado a Moscú. Allí realiza estudios de ingeniería y se relaciona con la política soviética.

## Carrera profesional

### Futbolista en la Unión Soviética
Tras militar en clubes menores como Krásnaya Roza y Krylia Soviétov, llega al Torpedo de Moscú, del que llegaría a ser capitán. En el Torpedo de Moscú coincide con una importante saga de jugadores y se proclaman campeones de la Copa de la URSS en 1952.
Es recordado por su protección a los árbitros en un intento de agresión en un partido contra el Dinamo Tbilisi.

### Regreso a España
Tras permitir Franco el regreso de algunos exiliados a España en 1956, Agustín Gómez regresa a su país. Su familia había mantenido contactos con diversos equipos españoles para que recalara en alguno de ellos, como el Real Madrid, la Real Sociedad o el Atlético de Madrid. Finalmente, sería el conjunto rojiblanco el que se hiciera con sus servicios.
Con 34 años y fuera de forma, se entrena con el club de la capital y llega a vestirse de corto en un partido amistoso disputado en el Estadio Metropolitano frente a los alemanes del Fortuna Dusseldorf (2-2). Su partido no fue bueno, y la etiqueta de "rojo" pesó demasiado. Así, acaba abandonando Madrid y retirándose del fútbol profesional.
Se estableció en Tolosa (Guipúzcoa) y se dedicó a entrenar equipos de fútbol, entre ellos el Real Unión o el propio equipo de Tolosa. Llegó a entrenar al internacional español Periko Alonso.

## Selección nacional
Su buen hacer con el Torpedo de Moscú le abrió las puertas de la selección de la Unión Soviética. De la mano de Borís Arkádiev, debuta en la selección y formará parte del combinado soviético que participó (por vez primera) en unos Juegos Olímpicos de Helsinki 1952. En dicha selección coincide con jugadores como Bobrov o Trofímov.

## Vida personal
Agustín Gómez llevó una vida realmente intensa. Sus logros deportivos se entremezclan con su agitada trayectoria política.
Un joven Agustín, establecido en Moscú, se empieza a relacionar con la política soviética y adquiere una fidelidad total al Partido Comunista de la Unión Soviética. Su casa será lugar de importantes reuniones políticas, que incluso llega a frecuentar Dolores Ibárruri ("La Pasionaria"), primera dirigente del Partido Comunista de España (PCE) en aquellos tiempos. Su papel político es cada vez más importante en el Instituto de Energía y entre la comunidad española en la URSS.
Tras permitir Francisco Franco la vuelta de algunos exiliados a España en 1956, la dirección del PCE decide que, aprovechando su alto nivel deportivo, Agustín regresara a España como futbolista. Era una "tapadera" perfecta para reorganizar el PCE desde el interior del país.
Recién llegado a España, la Dirección General de Seguridad pone sus ojos en Agustín. Él no niega su pasado comunista. Abrumado por su escaso éxito deportivo y por su marcaje por la DGS, que cree que desarrollaba en Madrid tareas políticas, decide trasladarse al País Vasco. Allí, a la vez que desarrolla su etapa como entrenador de fútbol, se entrega en su labor de organizar el Partido Comunista de Euskadi (PCE-EPK) y es nombrado Secretario General provisional.
Es detenido en 1961 por la Policía franquista y trasladado a la cárcel de Carabanchel, en Madrid, donde será torturado. Sin embargo, su detención representó para el régimen franquista un problema diplomático de primera magnitud. En la Unión Soviética se organiza una campaña que pide su liberación y Franco se ve obligado a hacerlo.
Agustín Gómez se establece en París y desde la capital francesa desarrolla sus actividades clandestinas en el País Vasco. Su postura política, más fiel a las líneas oficiales de Moscú, lo enfrentan con Santiago Carrillo. Así, en 1969, será expulsado de la dirección del PCE.
Su enfrentamiento con la línea española comunista seguirá hasta su muerte, acontecida el 16 de noviembre de 1975 en Moscú, cuatro días antes que la de Francisco Franco.

## Palmarés
Torpedo Moscú
- Copa Soviética (2): 1949, 1952